# Orquesta Sinfónica Estatal Rusa
La Orquesta Sinfónica Académica Estatal «Yevgueni Svetlánov» (Государственный академический симфонический оркестр России имени Е. Ф. Светланова), también conocida como Orquesta Sinfónica Estatal Rusa o antiguamente como Orquesta Sinfónica Estatal de la URSS, es una orquesta rusa con sede en Moscú. La agrupación da conciertos en la Gran Sala del Conservatorio de Moscú y en la Sala de Conciertos Chaikovski de Moscú.

## Historia
La orquesta se fundó en 1936 como Orquesta Sinfónica Estatal de la URSS, con Aleksandr Gauk como primer director musical. Cambió de nombre tras la disolución de la Unión Soviética. En 2005, el conjunto adoptó oficialmente el nombre adicional de Orquesta Sinfónica Svetlánov. En la actualidad tiene el nombre formal de Orquesta Sinfónica Académica Estatal «Yevgueni Svetlánov».
Yevgueni Svetlánov fue el director musical de la agrupación entre 1965 y 2000. Su mandato terminó con su controvertido despido por parte del ministro de cultura ruso, Mijaíl Shvydkói, que había acusado a Svetlánov de pasar demasiado tiempo dirigiendo fuera de Rusia.
Entre 2002 y 2011, Mark Gorenstein sucedió a Svetlánov como director musical. Gorenstein causó polémica con sus comentarios sobre el violonchelista armenio Narek Hajnazaryán durante el Concurso Internacional Chaikovski de 2011, lo que provocó su destitución como director del Concurso. La orquesta exigió entonces su destitución, con acusaciones de comportamiento abusivo. Gorenstein fue despedido en septiembre de 2011.
En octubre de 2011, se anunció el nombramiento de Vladimir Jurowski como su director principal, con efecto inmediato, por un contrato inicial de 3 años. Jurowski concluyó su mandato como director principal en 2021.
Vasili Petrenko se convirtió en el principal director invitado en 2016. En enero de 2021, se anunció el nombramiento de Petrenko como su próximo director principal, con efecto a partir del 1 de septiembre de 2021. El 1 de marzo de 2022, Petrenko anunció la suspensión de su trabajo con la orquesta, a raíz de la invasión rusa de Ucrania en 2022. Más tarde en 2022, bajo coacción del Ministerio de Cultura de Rusia, Petrenko presentó su carta de dimisión.
A partir de agosto de 2024, el director artístico de la orquesta es Filipp Chizhevski.

## Directores
- 1936–1941 Aleksandr Gauk
- 1941–1945 Natán Rajlin
- 1946–1965 Konstantín Ivanov
- 1965–2000 Yevgueni Svetlánov
- 2000–2002 Vasili Sinaiski
- 2002–2011 Mark Gorenstein
- 2011–2021 Vladímir Yurovski
- 2021–2022 Vasili Petrenko
- 2024–presente Filipp Chizhevski